# Triquétrum
Os pyramidal
Pour les articles homonymes, voir pyramidal.
Le triquétrum (ou os pyramidal dans l'ancienne nomenclature) est l'os le plus médial de la première rangée du carpe.

## Description

Le triquétrum (en rouge).

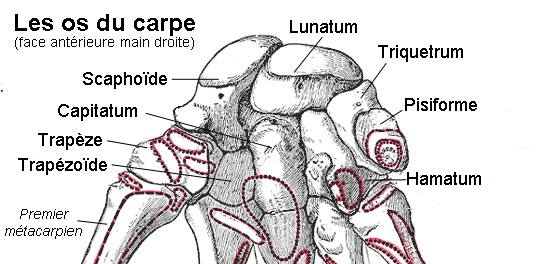
Os du carpe.

Le triquétrum a une forme globale pyramidale à sommet antéro-interne. Il est situé médialement au lunatum.
Il présente :
- une face inféro-interne possédant une facette ovalaire concave s'articulant avec le pisiforme pour former l'articulation de l'os pisiforme.
- une face supérieure articulaire quadrilatère convexe avec le disque articulaire radio-ulnaire distal,
- une face latérale triangulaire articulaire avec le lunatum,
- une face inférieure triangulaire et concave qui s'articule avec l'hamatum,
- une face antérieure non articulaire qui reçoit l'insertion des ligaments extrinsèques antérieur du carpe.
- une face postérieure non articulaire qui reçoit l'insertion des ligaments extrinsèques postérieur du carpe et qui présente une crête recevant le ligament radio-triquétral dorsal.

## Embryologie
Le triquétrum s'ossifie entre 9 mois et 50 mois (4 ans et 2 mois).